# Max Erdmannsdörfer
Pour les articles homonymes, voir Erdmannsdörfer.
Max Erdmannsdörfer, né le 14 juin 1848 à Nuremberg et mort le 14 février 1905 à Munich, est un chef d'orchestre allemand. Il est le mari de la pianiste et compositrice Pauline Erdmannsdörfer-Fichtner.

## Biographie
Max Erdmannsdörfer fait ses premières années d'études à l'École supérieure de musique et de théâtre Felix Mendelssohn Bartholdy de Leipzig de 1863 à 1867, puis à Dresde de 1868 à 1869.
Il est chef d'orchestre à la cour de Sondershausen de 1871 à 1880, puis travaille à Vienne, Leipzig et Nuremberg.
Il est engagé en 1882 à la Société impériale de musique de Moscou, puis est nommé professeur au Conservatoire Tchaïkovski en 1885. En tant que chef d'orchestre de la Société impériale de musique, il acquiert un rôle d'importance dans la vie musicale russe, notamment par la présentation de nombreuses œuvres de compositeurs russes.
Lors de son retour en Allemagne, il prend la direction des Concerts philharmoniques de Brême jusqu'en 1895.
En 1897 il s'installe à Munich.